# Matt Shriver
Matthew Shriver (* 26. Mai 1980 in Pocatello) ist ein US-amerikanischer Cyclocross- und Straßenradrennfahrer.
Matt Shriver wurde 2005 beim Super-Cross-Cup-Wochenende in Southampton bei beiden Rennen Zweiter. In der Saison 2006 fuhr er für das US-amerikanische Continental Team Targetraining. 2007 wechselte er zum The Jittery Joe’s Pro Cycling Team. In seiner ersten Saison dort gewann er eine Etappe und die Gesamtwertung bei der Tour de White Rock. Im nächsten Jahr verteidigte er seinen Gesamtsieg bei dem Etappenrennen. In der Cyclocross-Saison 2009/2010 gewann Shriver das erste Rennen des North Carolina Grand Prix in Hendersonville.

## Erfolge – Cyclocross
2009/2010
- North Carolina Grand Prix – Race 1, Hendersonville

## Teams
- 2006 Targetraining
- 2007 The Jittery Joe’s Pro Cycling Team
- 2008 The Jittery Joe’s Pro Cycling Team